# 熊本県立熊本北高等学校
熊本県立熊本北高等学校（くまもとけんりつ くまもときたこうとうがっこう, Kumamoto Prefectural Kumamoto Kita High School）は、熊本県熊本市北区兎谷三丁目にある公立高等学校。略称は「熊本北」・「熊北」・「北高」。

## 概要
歴史
昭和50年代の熊本市圏における普通科の公立高等学校は、熊本高校、濟々黌高校、第一高校、第二高校、熊本市立高校（現・必由館高校）等、市の中心部及び東部に偏在する傾向があり、その偏在状態を緩和するため、熊本西高校に続き、1982年（昭和57年）に設立、1983年（昭和58年）に開校した。2022年（令和4年）に創立40周年を迎えた。
設置課程・学科・進路
全日制課程、普通科・理数科・英語科の3学科。ほとんどの生徒が国公立大学をはじめとする上級学校への進学を目指す。
通学区
熊本市の北部地区、菊陽町、合志市（旧合志町、西合志町）、大津町等から多数の生徒を集める。
校訓
「敬愛・向学・進取」
- 熊本北高生が目指す人間像
  - 豊かな情操を持ち、自他を敬愛し、礼節を重んじる品位ある人（敬愛）
  - 謙虚に学び、自己の鍛練にたゆまぬ努力をする向上心のある人（向学）
  - 深い思考と強い意志をもって、積極的に実践する意欲のある人（進取）

教育理念
「徳・体・知」の調和のとれた全人教育を実践し、将来社会において自信と誇りをもって生きていく有為な人材を育成する。特に教師と生徒および生徒相互の人間的触れ合いを大切にし、厳しく徹底した教育活動を通して、「礼節と品位を重んじ、向上心に満ちた意欲的若人」の育成に努める。
校章
中央上部のペン先と、二枚の銀杏の葉をほぼ左右対称に配し、「北高」の文字を重ねている。
校歌
作詞は熊本北高等学校、作曲は岩代浩一による。3番まであり、校名は登場しないが、各番に校訓の「敬愛・向学・進取」が登場する。これ以外に応援歌「ああ青春」（作詞-岩代浩一／作詞-岩代太郎、4番まで）がある。なお、硬式野球部の応援歌はTUBEが作詞・作曲した「Stand Up 熱き仲間達」（「湘南My Love」のC/W）である。

## 沿革
- 1982年（昭和57年）10月1日 - 設立。普通科（8学級315名）・理数科（1学級40名）を設置し、生徒募集を開始。
- 1983年（昭和58年）4月1日 - 開校。仮校舎を熊本県立江津高等学校（現・熊本県立湧心館高等学校）に設置。
- 1984年（昭和59年）
  - 4月1日 - 英語科（1学級）を設置。
  - 4月4日 - 新校舎が完成し、移転。
  - 9月28日 - 開校記念式典・記念行事を挙行。
- 1991年（平成3年）3月31日 - ヘルゲイト高校（Hellgate High School, アメリカ合衆国）と姉妹校関係を締結。
- 1994年（平成6年）10月16日 - ヘルゲイト高校を訪問。以降、毎年交流を行う。
- 1995年（平成7年）
  - 7月21日 - デンマーク・ハンドボールチーム親善訪問団が来校、交流を行う。
  - 11月21日 -  カリンバー高校（オーストラリア）親善訪問団が来校。
- 1996年（平成8年）6月10日 - ヘルゲイト高校訪問団が来校。
- 1997年（平成9年）5月15日 -  アイスランド・ハンドボールチーム親善訪問団が来校。
- 2002年（平成14年）4月5日 - 文部省により、スーパーイングリッシュランゲージハイスクールに指定。
- 2005年（平成17年）3月25日 - 第1回英国海外研修を実施。
- 2006年（平成18年）4月1日 - 2学期制を実施。
- 2011年（平成23年）- 文部科学省より「スーパー・サイエンス・ハイスクール」に指定。

## 部活動
運動系
- 陸上競技部
- サッカー部
- ラグビー部
- 硬式野球部　　2021年(令和3年)全国高等学校野球選手権熊本大会準優勝
- ソフトボール部
- 水泳部
- ハンドボール部
- 柔道部
- 剣道部
- 山岳スキー部
- 卓球部（男女）
- ダンス部（男女）
- バスケットボール部（男女）
- バレーボール部（男女）
- 硬式テニス部（男女）
- ソフトテニス部（男女）
- バドミントン部（男女）

文化系
- 華道部
- 茶道部
- 書道部
- 吹奏楽部
- 合唱部
- 美術部
- 写真部
- 演劇部
- 物理部
- 地学部
- 生物部
- 化学部
- 文芸部
- 英語部
- JRC部 （Junior Red Cross）
- 放送部
- クッキング&アレンジメント部
- 囲碁・将棋同好会

## 著名な出身者
- 大西一史 - 政治家、熊本市長、元熊本県議会議員
- 山作戰 - ミュージシャン
- 伊方勝 - 俳優
- 深尾昌峰 - 社会学者、龍谷大学副学長
- 中山智幸 - 小説家
- 渡邉築 - 漫画家
- 田中達也 - ミニチュア写真家
- 高木ひとみ○ - お笑い芸人（ぽんぽこ）
- 宮本郁大 - ラグビー選手

## アクセス
最寄りの鉄道駅
- JR九州 豊肥本線 「武蔵塚駅」（徒歩15分）、「竜田口駅」

最寄りのバス停
- 熊本電鉄バス 北6・8・9／子18系統「北高入口」バス停下車徒歩3分
- 熊本電鉄バス 子18系統「たつだニュータウン前」バス停下車徒歩1分